# Joachim Stachuła
Joachim Józef Stachuła (ur. 1 lutego 1940, zm. 9 marca 2013 w Wałbrzychu) – polski piłkarz.

## Kariera sportowa
Był wychowankiem Kolejarza Katowice, następnie był zawodnikiem klubu Thorez Wałbrzych, w sezonie 1963/1964 został zawodnikiem Śląska Wrocław i awansował z nim do I ligi. Zdobył pierwszą w historii Śląska bramkę w ekstraklasie - 19 sierpnia 1964, w spotkaniu z Gwardią Warszawa (w 15 minucie z karnego). We wrocławskim klubie występował tylko do 1965, łącznie wystąpił 36 meczach, strzelając 9 bramek. Po rundzie jesiennej sezonu 1965/1966 powrócił do Thoreza (od 1968 grającego pod nazwą Zagłębie Wałbrzych). Z wałbrzyskim klubem awansował do ekstraklasy, w której grał przez kolejne sześć sezonów (do 1974), strzelając w 136 spotkaniach 9 bramek.
30 kwietnia 1969 wystąpił jedyny raz reprezentacji Polski - w spotkaniu z Turcją, które Polska wygrała 3:1. 
Po zakończeniu kariery piłkarskiej pracował jako trener drużyn regionu wałbrzyskiego.